# 二氯异氰尿酸钠
二氯异氰尿酸钠 (sodium dichloroisocyanurate，INN: sodium troclosene) 是一种化合物用作消毒剂、杀菌灭藻剂、工业除臭剂和洗涤剂，为一种无色水溶性固体，由三聚氰酸与氯反应而产生，作用机制是在低浓度恒定的速率释放氯气。
二氯异氰尿酸钠常缩写为 NaDCC 或 SDIC，比以前使用哈拉宗消毒剂更有效，存在于一些较新的水净化片或过滤器中。

## 性状
本品为白色结晶粉末。有效氯 61%。溶于水（1：4，25℃）。pH值 5.5～6.5。

对大肠杆菌、痢疾菌、甲型肝炎病毒等有杀灭能力。

毒性：LD50 1670mg/kg（大鼠，经口）。

## 制法
本品由氯化铵和尿素一起加热反应后酸化、碱溶、通氯氯化，然后干燥而成。

## 使用
由於它溶於水後能產生次氯酸，它可以作为一种消毒剂，消毒饮用水，游泳池，餐具和空气，对抗常规消毒的传染病，预防性消毒和在不同的地方作为环境消毒，也可以消毒以提高桑蚕，牲畜，家禽和鱼类，以及也可用于萎缩，漂白纺织品和清洁工业循环水。

一般配 0.8%水溶液，含有效氯 200mg/kg。

C₃Cl₂N₃NaO₃ + 2H₂O → C₃H₂N₃O₃Na + 2HOCl

HOCl ⇌ ClO¯ + H⁺

## 安全要求
二氯异氰尿酸钠是强氧化剂与易燃物接触可能引发火灾。

二氯异氰尿酸钠为腐蚀品，有刺激性气味，对眼睛、黏膜、皮肤等有灼伤危险.严禁与人体接触。如有不慎接触，则应及时用大量清水冲洗，严重时送医院治疗。

操作人员应佩戴防护眼镜、胶皮手套等劳动防护用品。